# Roujan
Roujan é uma comuna francesa na região administrativa de Occitânia, no departamento de Hérault. Estende-se por uma área de 17,02 km². Em 2010 a comuna tinha 2 198 habitantes (densidade: 129,1 hab./km²).